# Adolf Schulze (Alpinist)
Adolf Schulze (* 16. April 1880 bei Orizaba; † 1971 in Cusco) war ein deutscher Bergsteiger und Bergbauingenieur. In den Jahren vor dem Ersten Weltkrieg zählte er zu den besten deutschen Alpinisten. Bekannt wurde er vor allem durch die Erstbesteigung des Uschba im Kaukasus im Jahr 1903, der damals als schwierigster Berg der Welt galt.

## Leben
Schulze wurde als Sohn des aus München stammenden, in den 1860er Jahren nach Mexiko ausgewanderten Adolf Schulze sen. und der ebenfalls deutschstämmigen Maria Ziehl auf der Hacienda San Marcial bei Orizaba geboren. Er war der zweitälteste von insgesamt fünf Söhnen. Seine Eltern bewirtschafteten die Hazienda, bis die Familie aufgrund einer schweren Erkrankung des Vaters 1884 nach Deutschland zurückkehrte. Wenige Wochen danach starb sein Vater, die Witwe blieb mit den fünf Söhnen in der Heimatstadt des Vaters.
Nach dem Abitur begann Schulze ein Studium als Geologe und Bergbauingenieur, das er 1908 beendete. 1909 ging er für ein Jahr nach Norwegen, wo er seine Ehefrau Ragna Baehr Claussen kennenlernte. Die beiden heirateten 1911 und verließen Ende dieses Jahres Deutschland. Anfang 1912 ließ sich das Ehepaar in La Paz in Bolivien nieder und begann in der dortigen Bergbauindustrie zu arbeiten. Schulze arbeitete als freier Ingenieur für verschiedene Auftraggeber. 1919 zog er mit seiner Frau von La Paz in die Nähe der etwa 150 km entfernten Stadt Sorata, wo er die Leitung einer Goldmine übernahm. Über sein weiteres Leben in den nächsten Jahren ist wenig bekannt, es wird angenommen, dass er Ende der 1920er Jahre nach Peru ging. Spätestens ab 1939 wohnte Schulze in Arequipa. Um 1940 starb seine Frau. Schulze zog danach nach Cusco, wo er bis zu seinem Tod blieb. Da die Ehe kinderlos geblieben war und Schulze als freischaffender Ingenieur keine nennenswerten Rentenzahlungen bekam, blieb er darauf angewiesen, bis ins hohe Alter als Ingenieur zu arbeiten. Er starb im Frühsommer 1971 in Cusco.

## Leistungen als Bergsteiger

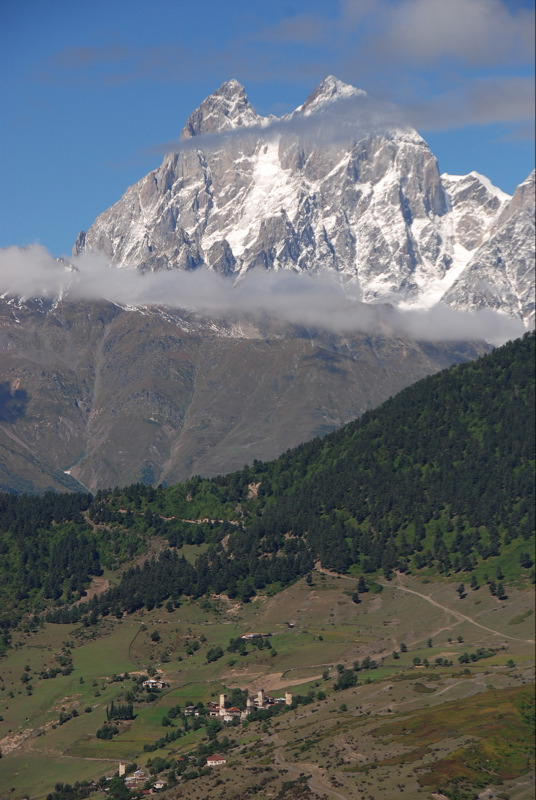
Der Doppelgipfel des Uschba

Adolf Schulze wurde 1899 gemeinsam mit seinem jüngeren Bruder Gustav Mitglied des Akademischen Alpenvereins München. Der AAVM hatte damals beschlossen, eine Hütte in der Hornbachkette zu errichten, die spätere Hermann-von-Barth-Hütte. Wie auch andere Mitglieder begann Schulze daher mit ersten Touren im östlichen Allgäu. Bei der Wiederholung der von Josef Enzensperger erstbegangenen Südwand der Trettachspitze entdeckte er eine Einstiegsvariante, ein Jahr später beging er gemeinsam mit seinem Bruder die Südwand als erster im Abstieg. Weitere von Schulze bestiegene Gipfel im Allgäu, teilweise auf den schwierigsten Routen, waren die Mädelegabel und die Höfats. Insgesamt absolvierte Schulze bereits im Sommer 1900 zwölf Erstbegehungen im Allgäu. Der gemeinsam mit Felix von Cube erstbegangene Südkamin an der Südlichen Wolfebnerspitze stellt dabei die erste Kletterroute in der Schwierigkeitsstufe V im Allgäu dar. 1903 folgt die von Enzensperger noch für ungangbar gehaltene Ostwand der Trettachspitze. Rund um die Hermann-von-Barth-Hütte absolvierte Schulze auch diverse winterliche Erstbegehungen.
Auch außerhalb des Allgäu machte sich Schulze schnell mit schwierigen Hochtouren und Erstbegehungen einen Namen, vor allem in den Nördlichen Kalkalpen. Im Wilden Kaiser gehörte darunter unter anderem 1901 die Ostwand des Totenkirchls. Im Wettersteingebirge kam ihm bei der Erstbegehung der Nordwand des Hochwanner allerdings Ludwig Heis im Juni 1904 wenige Tage zuvor. Gemeinsam mit Hans Leberle folgte am 23. Juni 1905 die Südwand der Scharnitzspitze. In den Jahren von 1904 bis 1907 überschritt er verschiedene der langen Grate des Wettersteingebirges, teilweise im Alleingang.
Adolf Schulzes bekannteste alpine Erstbegehung war die Nordkante des Crozzon di Brenta, die er am 20. Juli 1905 gemeinsam mit Fritz Schneider erstieg. 1906 absolvierte er zusammen mit Georg Leuchs verschiedene schwere Erstbegehungen in den Karnischen und Julischen Alpen, so am Mangart und Wischberg. Die Seewarte am Wolayer See wurde durch Schulze zum zweiten Mal überhaupt bestiegen. Auch außerhalb der Kalkalpen war Schulze aktiv und machte Touren in den Walliser Alpen und der Mont-Blanc-Gruppe.
Einem größeren Publikum auch außerhalb alpinistischer Kreise bekannt wurde Schulze durch seine Teilnahme an der von Willi Rickmer Rickmers 1903 organisierten Expedition in den Kaukasus, die den 4.737 m hohen Uschba, der damals als schwierigster Berg der Welt eingestuft wurde, erstieg. Der leichtere und nur 4.698 m hohe Nordgipfel der Uschba war bereits 1888 bestiegen worden. Die Erstbesteigung des Südgipfels war vor 1903 bereits an die zwanzigmal versucht worden, aber an den enormen Schwierigkeiten des Gipfelaufbaus gescheitert. Rickmers hatte bereits 1895 drei Versuche gestartet, die erfolglos geblieben waren. Für seine Expedition 1903 versammelte Rickmers insgesamt elf Teilnehmer, unter anderem Oscar Schuster, einer der Ersterschließer des Elbsandsteingebirges und Heinrich von Ficker mit dessen Schwester Cenzi von Ficker.
Am 20. Juli 1903 begann Schulze zusammen mit Rickmers, den Geschwistern von Ficker und einem Träger einen ersten Versuch. Kurz vor dem Ende der Ausstiegswand stürzte Schulze über 20 m in die Tiefe und erlitt eine stark blutende Kopfwunde mit einer Gehirnerschütterung. Bei Heinrich von Ficker, der Schulze mit dem Seil gesichert hatte, schnitt sich das Seil durch den Sturz tief in die Sicherungshand ein. Der Seilschaft gelang trotz dieser Verletzungen und eines einsetzenden Gewitters der langwierige Rückzug ins Basislager. Bereits sechs Tage nach seiner schweren Verletzung startete Schulze zusammen mit Oscar Schuster sowie Robert Helbling, Fritz Reichert und Albert Weber einen zweiten Versuch. Noch mit bandagiertem Kopf gelang ihm die Überwindung der Schlüsselstelle kurz unter dem Gipfel, den er als erster Mensch am Abend des 26. Juli 1903 erreichte. Im Anschluss an diesen Erfolg folgten im August 1903 unter anderem noch die Erstbesteigung des 4.320 m hohen Schechilditau sowie weiterer Gipfel im Besengi rund um den Dychtau.
Schulze wurde nach seiner Rückkehr in Deutschland vielfach gefeiert und als „Uschba-Schulze“ bekannt. Dem Fürsten Dadeschkeliani von Swanetien hatte dagegen mehr der Mut von Cenzi von Ficker imponiert – sie erhielt den Uschba formell geschenkt.
Nach seiner Auswanderung nach Südamerika blieb Schulze dem Alpinismus treu. Zu seinen ersten Touren gehören 1915 der zweithöchste bolivianische Berg, der 6.460 m hohe Südgipfel des Illimani und die Erstbesteigung des 5.864 m hohen Mururata, letztere im Alleingang. 1919 folgte als letzte große Tour der 6.427 hohe Ancohuma, wahrscheinlich auch der 6.200 m hohe Haucana. Ob Schulze in den Folgejahren noch weitere Bergtouren unternommen hat, ist unsicher.